# Debra Fordham
Debra Fordham (...) è una produttrice televisiva e sceneggiatrice statunitense.

## Biografia
Fordham è principalmente conosciuta per il suo lavoro in Scrubs - Medici ai primi ferri, di cui ha prodotto più di cento episodi, dei quali ne ha sceneggiati sedici. Debra è anche apparsa in un cameo nell'episodio La mia luna piena dell'ottava stagione della serie nel ruolo di una dottoressa del Sacro Cuore. Grazie A Scrubs - Medici ai primi ferri è stata nominata a  3 Emmy Awards, due dei quali per la miglior canzone per una serie televisiva e uno come miglior sceneggiatura per una serie comica.
Altre serie su cui Fordham ha lavorato sono: Army Wives - Conflitti del cuore e Hart of Dixie.